# Tahu (Palpa)
Tahu (nep. ताहुं) – gaun wikas samiti w zachodniej części Nepalu w strefie Lumbini w dystrykcie Palpa. Według nepalskiego spisu powszechnego z 2001 roku liczył on 778 gospodarstw domowych i 3776 mieszkańców (2091 kobiet i 1685 mężczyzn).